# Poulan, Georgia
Poulan är en ort i Worth County i Georgia. Orten har fått sitt namn efter domaren W.A. Poulan. Poulan hade 851 invånare enligt 2010 års folkräkning.

## Kända personer från Poulan
- Howell Heflin, politiker